# Большой Дулан
Большой Дулан — река в России, протекает по Кабанскому району Бурятии. Впадает в озеро Байкал.

## География
Река Большой Дулан берёт начало на высоте около 500 м. Течёт на запад и впадает в Байкал севернее улуса Дулан. В нижнем течении заболочена. Длина реки составляет 10 км.

## Данные государственного водного реестра
По данным государственного водного реестра России и геоинформационной системы водохозяйственного районирования территории РФ, подготовленной Федеральным агентством водных ресурсов:
- Бассейновый округ — Ангаро-Байкальский
- Речной бассейн — бассейны малых и средних притоков средней и северной части озера Байкал
- Водохозяйственный участок — бассейны рек средней части озера Байкал от северо-западной границы бассейна реки Баргузин до северной границы бассейна реки Селенга